# Jezero Klanječko
Jezero Klanječko is een plaats in de gemeente Veliko Trgovišće in de Kroatische provincie Krapina-Zagorje. De plaats telt 215 inwoners (2001).